# Scott Palmer
Pour les articles homonymes, voir Palmer.
Pas d'image ? Cliquez ici

a Compétitions nationales et continentales officielles uniquement.

b Matchs officiels uniquement.
Dernière mise à jour le 12 août 2019.
Scott Palmer, né le 10 novembre 1977 à Palmerston North (Nouvelle-Zélande), est un joueur de rugby à XV néo-zélandais qui évolue pour l'Équipe d'Italie de rugby à XV, jouant au poste de troisième ligne aile (1,90 m pour 100 kg).

## Biographie
Il est sélectionnable avec l'Italie puisqu'il a passé plus de trois ans dans le championnat italien et qu'il n'avait pas été sélectionné en Équipe de Nouvelle-Zélande de rugby à XV.
Scott Palmer a honoré sa première cape internationale le 16 novembre 2002 contre l'Argentine.

Il joue douze matchs internationaux entre novembre 2002 et juin 2004. 
Il est passé par les équipes jeunes de la province néo-zélandaise d'Auckland.
Il évolue en Italie sous les couleurs de Mogliano (connu alors sous le nom de Silea puis San Marco RC) pour lesquels il marque 39 essais en 43 rencontres. 
Il signe ensuite avec le Benetton Rugby Trévise avec lequel il remporte le championnat à plusieurs reprises.

## Clubs successifs
- Auckland Rugby Football Union  Nouvelle-Zélande 1995-1998
- Mogliano Rugby SSD  Italie 1999-2002
- Benetton Trévise  Italie 2002-2008
- Venise Mestre Rugby  Italie 2008-2010
- Petrarca Rugby Padoue  Italie 2010-2012

## Sélection nationale
(au 31/07/2006) 
- 12 sélections avec l'Italie
- 2 essais
- 10 points
- Sélections par année : 2 en 2002, 8 en 2003, 2 en 2004
- Tournois des Six Nations disputés: 2003, 2004
- Coupe du monde de rugby disputée : 2003 (3 matchs, 1 comme titulaire)

## Palmarès en club
avec Benetton Trévise
- Champion d'Italie : 2003, 2004, 2006
- Vainqueur de la Coupe d'Italie : 2005